# Ferrovie dello Stato Italiane
Ferrovie dello Stato Italiane S.p.A. - FS, (litt. « Chemins de fer italiens de l'État »), est une entreprise ferroviaire publique d'Italie, dont le statut est celui d'une société anonyme par actions au capital détenu en totalité par l'État italien. Elle est l'exploitant du réseau national des chemins de fer italiens.

## Histoire

Ancien logo des FS.

### La création
L'entreprise a été créée en 1905, à la suite de la nationalisation des compagnies privées de chemins de fer italiens. Ce sont les lois no 259 du 15 juin 1905 et no 429 du 7 juillet 1905 qui ont créé l'Administration autonome des Ferrovie dello Stato - FS, sous la tutelle du ministère des Travaux publics, conformément à la loi no 137 du 22 avril 1905 qui valide la prise de contrôle par l'État des compagnies de chemin de fer qui n'exploitent pas des lignes concédées et impose l'étatisation des chemins de fer italiens, avec la prise en charge complète par l'État de la propriété et de la gestion des sociétés de transport ferroviaires jusqu'alors privées,
Lors de sa création, l'entreprise était désignée Azienda Autonoma delle Ferrovie dello Stato Entreprise autonome des Chemins de fer d'État, décidé par le gouvernement Fortis avec la loi L. 22 aprile 1905, n. 137, che approva i provvedimenti per l'esercizio di Stato delle ferrovie non concesse ad imprese private. Une première structure a été mise en place suite du décret royal no 259 du 15 juin 1905.

### Sous Mussolini(1922 - 1943)
Avec l'arrivée au pouvoir le 31 octobre 1922 du régime fasciste de Benito Mussolini, l'Entreprise Autonome des Ferrovie dello Stato va connaître quelques bouleversements. Dès la fin d'année 1922, le conseil d' administration est dissout et le poste d'administrateur (directeur) général supprimé. Un décret royal du 4 janvier 1923 impose la désignation d'un commissaire extraordinaire, Edoardo Torre, qui dirigera l'entreprise jusqu'au 30 avril 1924. Le 1er mai 1924, la loi n° 596, instaure le ministère des Communications qui englobe les chemins de fer, la poste et les télégraphes ainsi que la marine marchande. C'est Costanzo Ciano qui est nommé à ce poste. Le décret royal n° 863 du 22 mai 1924 rétabli le conseil d'administration de la société, mais uniquement à titre consultatif et sous la présidence du ministre des Communications. Le nouveau conseil d'administration est composé de dix membres sans aucun représentant du personnel. la fonction de directeur général est également rétablie.
Après le 8 septembre 1943, date de la mise en application de l'Armistice de Cassibile, l'Italie étant alors un état divisé entre les zones restées sous le régime de Mussolini, ayant créé la République sociale italienne, et les zones sous domination alliée, le réseau ferré a, de fait, été séparé en deux secteurs territoriaux et administrativement distincts. Pendant cette période, deux directions parallèles, l'une basée à Salerne, près de Naples pour la zone occupée par les alliés et l'autre à Vérone, pour la République Sociale.
Ce n'est qu'à partir du 20 août 1945 que la société retrouva sa structure unitaire avec un conseil d'administration à douze membres et le caractère autonome et responsable d'origine. La raison sociale redevient Azienda Autonoma delle Ferrovie dello Stato.

### De la libération à 1985
La situation dans laquelle l'Italie et le réseau ferré se trouve, au lendemain de la Seconde Guerre mondiale va engendrer une période très difficile pour la nouvelle direction de l'entreprise. Il faudra organiser la reconstruction quasi complète du réseau ferré et, dans un premier temps, remettre en service un minimum de matériel roulant qui a été très endommagé lors des bombardements. Vu la pénurie de matières premières et d'industriels capables de construire rapidement du matériel neuf, il a fallu récupérer partout plusieurs motrices et autorails pour en remettre en état un seul capable de fonctionner. C'est un effort sans précédent que tout le pays va accomplir pour considérer qu'en 1952 il soit terminé. Ce ne sera qu'une étape pour les FS car à partir de cette époque, il faudra surtout songer à moderniser le parc matériel, pas suffisant quantitativement et souvent de conception ancienne pour répondre aux nouvelles exigences du trafic ferroviaire en constante augmentation. En 1953, Breda C.F. livre les premiers exemplaires des rames rapides ETR 300 Settebello et ETR 250 Arlecchino, qui sont les fleurons de la compagnie renaissante et feront beaucoup d'envieux dans le monde pour leur avance technologique dans la vitesse et le luxe sur rail. La compagnie va lancer un programme titanesque d'électrification du réseau sans aucune comparaison dans un autre pays. Le réseau italien a été et reste le réseau le plus électrifié du monde, avec la ligne Milan-Venise en 1957 et Milan-Turin en 1961, la dernière grande ligne qui permettra aux FS d'abandonner toute traction à vapeur. Dans le même temps, les FS lançaient la construction de leur première ligne à grande vitesse, la fameuse Direttissima entre Florence et Rome, longue de 254 km.
En 1957, les FS inventent la rame automotrice double Aln 442/448 qui sera fabriquée par Breda C.F. en 9 exemplaires qui sillonnent l'Italie et assurent les liaisons internationales TEE vers la France (Marseille et Avignon, Lyon), la Suisse (Genève) et l'Allemagne (Munich).
En 1963, avec la nationalisation de l'énergie électrique en Italie et la création de l'ENEL, les FS, qui assuraient jusqu'alors leur propre production d'énergie pour garantir leur indépendance, ont du céder leurs centrales qui ont été transférées sous la bannière Enel.
Le 8 avril 1976, les FS enregistrent le record du monde de vitesse sur la Direttissima à 255 km/h avec la rame ETR 401, la première de la longue série des Pendolino construits par Fiat Ferroviaria.

Logo des FS à partir de 1982.

En 1982, l'époque est plus propice à l'image et le logo de la compagnie évolue. Les lettres FS sont stylisées et passent en italique de couleur rouge-brun.

### L'époque contemporaine 1986 à nos jours
Le 1er janvier 1986, conformément à la loi n°210 du 17 mai 1985, après 80 ans, la compagnie publique Azienda Autonoma delle Ferrovie dello Stato devient une entreprise publique et est renommée Ferrovie dello Stato.
La période comprise entre 1986 et 1992 a été très compliquée et pleine de rebondissements pour toutes les entreprises sous régime étatique. Les règles européennes voulant favoriser la concurrence, imposèrent la fin des entreprises publiques, des monopoles et la rentabilité à tout prix. Comme toutes les compagnies de chemin de fer nationales européennes, les FS ont du se soumettre à ces injonctions qui ont engendré des bouleversements structurels et organisationnels avec une réduction massive des effectifs et la création de nouvelles divisions et de sociétés filiales. En 1992, la société devient Ferrovie dello Stato - Società di Trasporti e Servizi per azioni, afin de respecter l'obligation de séparer les fonctions de transport de celui des infrastructures qui prendra le nom de RFI. Le processus de restructuration aboutit, le 15 décembre 2000, à la transformation de l'entreprise en Ferrovie dello Stato Holding et la division voyageurs est baptisée Trenitalia.
Enfin, le 13 juillet 2001, Ferrovie dello Stato Holding devient Ferrovie dello Stato S.p.A. avant d'être renommé, en 2011, Ferrovie dello Stato Italiane S.p.A..
Le 8 décembre 2010, le Groupe italien FS rachète Arriva Deutschland GmbH, troisième opérateur privé européen dans le secteur des services voyageurs, et le renomme Netinera. Ce rachat s'est fait au nez de la compagnie française Veolia Transport. Avec ce rachat, le Groupe FS devient le troisième groupe ferroviaire européen.
En juillet 2015, Ferrovie dello Stato Italiane et le gouvernement italien annoncent un projet de privatisation partiel de l'ordre de 40 % de du capital de Ferrovie dello Stato Italiane en 2015. Ce projet ne verra jamais le jour mais l'entreprise annonce un projet de scission de sa filiale Grandi Stazioni en trois entités consacrées au rail, à l'immobilier et au commerce, filiale spécialisée dans le commerce qu'il a la ferme intention de vendre après la scission, n'étant pas sa mission.
En juillet 2016, Ferrovie della Stato Italiane - FS est retenu pour le rachat de la compagnie grecque TrainOSE. Le groupe italien l'intègre le 18 janvier 2017 et la renomme Hellenic Train en 2021.
En février 2017, Trenitalia la filiale opérationnelle Ferrovie della Stato Italiane rachète l'entreprise ferroviaire britannique c2c.

## Organisation
Les Ferrovie dello Stato Italiane - FS sont organisées comme un groupe privé dont les principales filiales sont :
- Trenitalia, entreprise ferroviaire chargée d'exploiter les services de transport de voyageurs,
- Mercitalia, entreprise ferroviaire chargée d'exploiter les services de transport de marchandises,
- RFI - Rete ferroviaria italiana, gestionnaire du réseau ferré national italien,
- Grandi Stazioni - grandes gares, gestionnaire des 13 plus grandes gares italiennes,
- Italferr - société d'ingénierie concepteur de lignes ferroviaires, classiques et à grande vitesse,
- Italcertifer - société de certification des infrastructures ferroviaires et matériels roulants agréée au niveau mondial,
- Busitalia - société de transports routiers de voyageurs, issue de la division de SITA - SOGIN SpA,
- Officine Manutenzione Ciclica - groupe de sociétés spécialisées dans l'entretien, la maintenance et les réparations des matériels roulants des FS réparties dans la péninsule.

## Trafic
Trafic réalisé par Trenitalia en 2010 :
- Voyageurs : 43,3 milliards de voyageurs-km,
- Fret : 20,5 milliards de tonnes-km.

En 2018, Trenitalia revendique :
- un réseau de 16 787 km,
- 2 201 gares voyageurs,
- 10 000 trains quotidiens dont 2 000 sur les réseaux étrangers qu'elle gère,
- 750 millions de passagers transportés par Trenitalia en Italie, c2c au Royaume-Uni, Thello en France, Netinera en Allemagne et TrainOSE ex-compagnie publique nationale de Grèce[7] et Netinera Deutschland,
- 50 millions de tonnes de marchandises transportées par les filiales Mercitalia en Italie, TX Logistik et Netinera en Allemagne.

## Matériel roulant
Parc de matériel roulant :
- locomotives : 4 500 ;
- voitures voyageurs : 10 000 ;
- wagons de marchandises : 50 000.

## Traversier
Les Ferrovie dello Stato Italiane possèdent et exploitent un service de traversier pour les trains ferroviaires reliant le continent à l'île sicilienne traversant le détroit de Messine. Ils transportent InterCity, InterCityNotte et des wagons au moyen de ferrys.
Jusqu'en 2009, il y avait un autre service de traversier régulier pour le transport de wagon, activé en 1961 pour relier le continent à l'île de Sardaigne entre Civitavecchia et Golfo Aranci qui a été suspendu en 2010.
Un service traversier régulier existe toujours sur le détroit de Messine qui relie les ports de Messine en Sicile et Villa San Giovanni en Calabre.

## Le groupe Ferrovie dello Stato Italiane dans le monde

### Les FS en Europe
Le Groupe FS possède des unités opérationnelles dans plusieurs pays européens, avec des filiales directes ou des sociétés contrôlées : Netinera et TX Logistik en Allemagne, Thello en France, c2c au Royaume-Uni, Hellenic Train en Grèce, Qbuzz aux Pays-Bas et ILSA en Espagne.
- Allemagne - Le groupe FS dispose de 2 filiales :
  - Netinera Deutschland GmbH, entreprise ferroviaire rachetée en 2011, ex Arriva Deutschland, second opérateur de transport public local et régional (TPL) du pays, avec un chiffre d'affaires > 600 millions d'euros/an,
  - TX Logistik, une des plus importantes entreprises de fret ferroviaire allemande, contrôlée par la filiale Mercitalia du Groupe FS. TX Logistik intervient dans plusieurs autres pays européens avec un chiffre d'affaires de 248 millions d'euros/an.
- France : Thello - second opérateur ferroviaire français, (après la SNCF), avec un chiffre d'affaires de 44 millions d'euros/an. Détenu à 100 % par Trenitalia depuis 2016, Thello a assuré des liaisons régulières entre l'Italie et la France sur les lignes Paris – Venise et Marseille – Milan de 2011 à 2021. Trenitalia a annoncé, lorsque le marché français sera réellement ouvert à la concurrence[8], vouloir assurer des liaisons internationales Italie-France en concurrence avec la SNCF qui exploite des TGV la ligne Paris-Lyon-Turin-Milan (avec des arrêts à Chambéry et à Modane). Cette liaison ouvre à la vente le 13 décembre 2021 et entre en opération le 18 décembre 2021[9]
- Royaume-Uni - En Grande-Bretagne, les FS disposent d'un filiale directe, Trenitalia UK, dont le siège social est à Londres. Elle a racheté en 2017 la société NXET - National Express Essex Thameside qui gère la compagnie c2c City to Coast.
  - c2c assure la liaison ferroviaire entre la capitale Londres et Shoeburyness, sur la côte orientale de la région du South Essex. c2c est le quatrième plus important opérateur du pays avec un chiffre d'affaires en 2018 de 215 millions d'euros/an. En 2018, pour la 2e année consécutive, "c2c" a été récompensée pour être la compagnie la plus ponctuelle du Royaume-Uni en ayant transporté 46 millions de passagers avec 80 trains qui ont effectué 405 liaisons quotidiennes.
  - Groupement West Coast - En 2018, l'entreprise britannique FirstGroup (70%) s'est associée avec Trenitalia (30%) pour obtenir la concession "West Coasr" mise en appel d'offres pour assurer les liaisons ferroviaires entre Londres et les villes de Birmingham, Manchester, Liverpool, Preston, Chester, Édimbourg et Glasgow. Ce service a été inauguré en décembre 2019 au départ de la gare Euston de Londres sous les couleurs Avanti West Coast. La concession est prévue pour durer jusqu'en 2031 en garantissant un minimum de 250 liaisons quotidiennes avec 76 trains pour transporter 39 millions de voyageurs par an. FirstGroup est une compagnie ferroviaire internationale qui gère les services de transport au Royaume-Uni, en Irlande, au Canada et aux États-Unis[10]
  - La concession attribue également au groupement l'exploitation, à partir de 2026, de la ligne à grande vitesse (si sa construction sera effectivement terminée) Londres - Birmingham, de 160 km pour transporter 30 millions de voyageurs par an.
- Grèce - Les FS ont racheté, au moment de sa privatisation en 2017, la compagnie nationale de chemins de fer grecque TrainOSE, renommée Hellenic Train en 2021[11]. La compagnie assure le transport de voyageurs et le fret marchandises. Son chiffre d'affaires a été de 117 millions d'euros en 2018. La principale ligne relie Athènes à Salonique.
- Pays-Bas - En 2017, Busitalia, filiale des FS transports routiers de voyageurs, rachète la société Qbuzz. Qbuzz est le troisième plus important opérateur de transport public routier local (TPL) des Pays-Bas avec un chiffre d'affaires de 200 millions d'euros/an. La compagnie gère aussi les lignes de métro sur pneus et ferré de Utrecht et Groningue-Drenthe.
- Pologne - Les FS Italiens sont présents en Pologne avec la société de fret marchandises Pol-Rail, une entreprise créée en 1995 en commun par Mercitalia et PKP Cargo (Polskie Koleje Państwowe) et rachetée à 100% par Mercitalia en décembre 2018[12]
- Espagne - Trenitalia / Groupe FS a obtenu la concession pour exploiter les lignes à grande vitesse  Madrid-Barcelone, Madrid-Valence/Alicante et Madrid-Malaga/Séville après l'appel d'offres remporté par le groupement ILSA Trenitalia et Air Nostrum. ILSA est le premier opérateur étranger à remporter une concession de ce type en Espagne. L’activité opérationnelle doit débuter en janvier 2022 pour une durée initiale de 10 ans. Les 23 rames qui seront utilisées sont des Frecciarossa 1000 identiques à celles en service depuis 2018 sur le réseau italien.

Le programme initial prévoit : 32 liaisons quotidiennes sur la ligne Madrid - Barcelone, 8 sur la ligne Madrid - Valence, 7 sur les lignes Madrid - Malaga et Madrid - Séville et 4 sur la ligne Madrid - Alicante avec la possibilité de doubler le nombre en période de pointe et les vacances.

### Accords de coopération divers
La liste des interventions des FS pour le compte d'opérateurs et compagnies ferroviaires étrangers est longue, les plus récents et importants sont :
- 9 février 2016[14] - Iran - Les FS à Téhéran remportent la mission de conception pour les chemins de fer iraniens des LGV - lignes à grande vitesse du pays entre Téhéran – Hamadan et Arak – Qom.
- 18 septembre 2018[15] - Ferrovie dello Stato Italiane et Ansaldo STS, au sein du groupement FLOW, ont remporté l'appel d'offres pour les missions "Operation & Maintenance (O&M)" des lignes de métro 3,4,5 et 6 de Riyad en Arabie saoudite.
- 10 juin 2019[16] - Le projet "Tambo Springs" à Johannesbourg (Afrique du Sud) est attribué au groupement Southern Palace JV, dont les FS Italiens est un des principaux partenaires avec 35 %. Le projet "Tambo Springs" fait partie d'un programme complet de développement avec lequel TransNet Freight Rail a l'ambition d'accroître fortement le volume du fret marchandises avec de nouvelles capacités de transport en optimisant et modernisant son infrastructure actuelle.
- 27 novembre 2019[13] - Trenitalia a remporté le marché pour desservir les 5 principales lignes à grande vitesse en Espagne. Le groupement Ilsa, dont l'entreprise publique italienne est le leader avec Air Nostrum, est le premier opérateur ferroviaire à statut privé à pouvoir accéder au marché ibérique à partir de janvier 2022 pour une durée de 10 ans minimum.
- 4 novembre 2019[17] - Uruguay - Mission de Conseil technique pour le ministère des Transports d'Uruguay. La filiale de Ferrovie dello Stato Italiane, FS International, a été choisie par le ministère des Transports d'Uruguay (Ministerio de Transporte y Obras Publicas - MTOP) pour la mission de Conseil Technique du projet de réalisation des infrastructures ferroviaires « Ferrocarril Central ».